# Кувен
Куве́н (фр. Couvin, валлон. Couvén, пикард. Couvéne) — коммуна в Валлонии, расположенная в провинции Намюр, округ Филиппвиль. Принадлежит Французскому языковому сообществу Бельгии. На площади 206,93 км² проживают 13 476 человек (плотность населения — 65 чел./км²), из которых 48,56 % — мужчины и 51,44 % — женщины. Средний годовой доход на душу населения в 2003 году составлял 9350 евро.
Почтовый код: 5660. Телефонный код: 060.